# Dear Tenant
Dear Tenant (título original em chinês: 親愛的房客), ou traduzindo  "Querido Inquilino", é um filme de drama taiwanês de 2020 dirigido por Cheng Yu-chieh, e protagonizado por Mo Tzu-yi, Chen Shu-fang e Runyin Bai. Foi filmado principalmente na cidade de Keelung, e aborda temas como a homossexualidade, a eutanásia e os direitos de adoção. O filme foi um sucesso de bilheteria em Taiwan, ganhando tanto o prémio na categoria de Melhor Ator Principal por Mo como o de Melhor Atriz Secundária por Chen no 57º Golden Horse Awards.

## Trama
Nos últimos cinco anos, Lin Jian-yi (Mo Tzu-yi), um inquilino de telhado, tem cuidado do seu senhorio idoso, Zhou Xiu-yu (Chen Shu-fang), e do seu neto, Wang You-yu (Runyin Bai). Eles vivem juntos como uma família, e é a maneira de Lin se lembrar de Wang Li-wei (Yao Chun-yao), o pai de You-yu, com quem ele tinha um relacionamento. Mas quando a Sra. Zhou falece em circunstâncias suspeitas, o seu filho Wang Li-gang (Jay Shih) volta do estrangeiro e descobre que a propriedade foi transferida para You-yu, que foi legalmente adotada por Lin. Li-gang acusa Lin de matar a sua mãe. Ele chama a polícia e conta a suas suspeitas. Uma autópsia encontra narcóticos no sistema de Zhou no momento de sua morte, conduzindo a uma investigação que revela um lado muito diferente de Lin. A polícia recupera uma aplicação de sexo gay excluída do telemóvel de Lin, e uma das suas conexões acaba por ser um traficante de droga. Quando ele está prestes a ser preso por homicídio, Lin encontra-se com You-yu e fogem para as montanhas...[carece de fontes?]

## Elenco
- Mo Tzu-yi como Lin Jian-yi (chinês: 林 健 一)
- Chen Shu-fang como Zhou Xiu-yu (chinês: 周秀玉)
- Runyin Bai como Wang You-yu (chinês: 王 悠 宇)
- Yao Chun-yao como Wang Li-wei (chinês: 王立維)
- Jay Shih como Wang Li-gang (chinês: 王立綱)